# Mark IV
Mark IV (Mk IV) — британский тяжёлый танк времен Первой мировой войны. Как и предыдущие британские танки, выпускался в двух модификациях, различавшихся между собой вооружением: «самец» (англ. male) — со смешанным пушечно-пулемётным вооружением и «самка» (англ. female) — с пулемётным вооружением.

## История создания
Танк Mk IV являлся развитием линии английских тяжёлых танков. В его конструкцию внесли улучшения, продиктованные боевым опытом: толщину бортовой брони увеличили с 6 до 12 мм, а крыши — до 8 мм, что повысило защиту экипажа от бронебойных пуль. На танках Mk IV впервые появились пулемёты «льюис», имевшие воздушное охлаждение ствола вместо водяного, как у пулемётов «виккерс». Однако новые пулемёты быстро перегревались, а пороховые газы мешали наводчикам. На более поздних моделях устанавливали пулемёты «гочкис», лишённые этого недостатка, и пушки со стволом, укороченным с 40 до 23 калибров. После этого они не утыкались в землю (при проходе препятствия) и не цеплялись за деревья и стены домов.
Топливные баки размещались вне корпуса между задними ветвями гусениц. Горючее подавалось принудительно, на выхлопную трубу поставили глушитель. Цепную передачу к ведущим колёсам прикрыли от грязи, гусеницы сделали шире. Улучшили смотровое устройство механика-водителя: оно стало представлять собой броневую перфорированную плиту, которая обеспечила более эффективную защиту от свинцовых брызг.
Первые танки прибыли на фронт в апреле 1917 года и 7 июня получили боевое крещение в бою за Мессин. В ноябре того же года огромное количество этих танков (460 штук) приняли участие в сражении при Камбре.
Всего было выпущено 1015 танков Mk IV. Их производство прекратилось в декабре 1917 года в связи с появлением Mk V.
А в октябре 1918 года Япония приобрела один танк этого типа.

## Mark IV в массовой культуре
- Появился в видеоиграх: Battle of Empires 1914-1918 Real War, World of Tanks, War Thunder, Darkest of Days, а также в Battlefield 1.

## Галерея

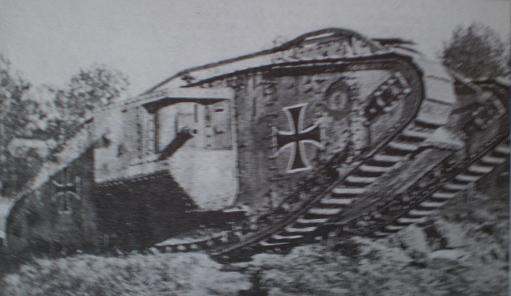
Mk IV, захваченный немцами во время сражения при Камбре
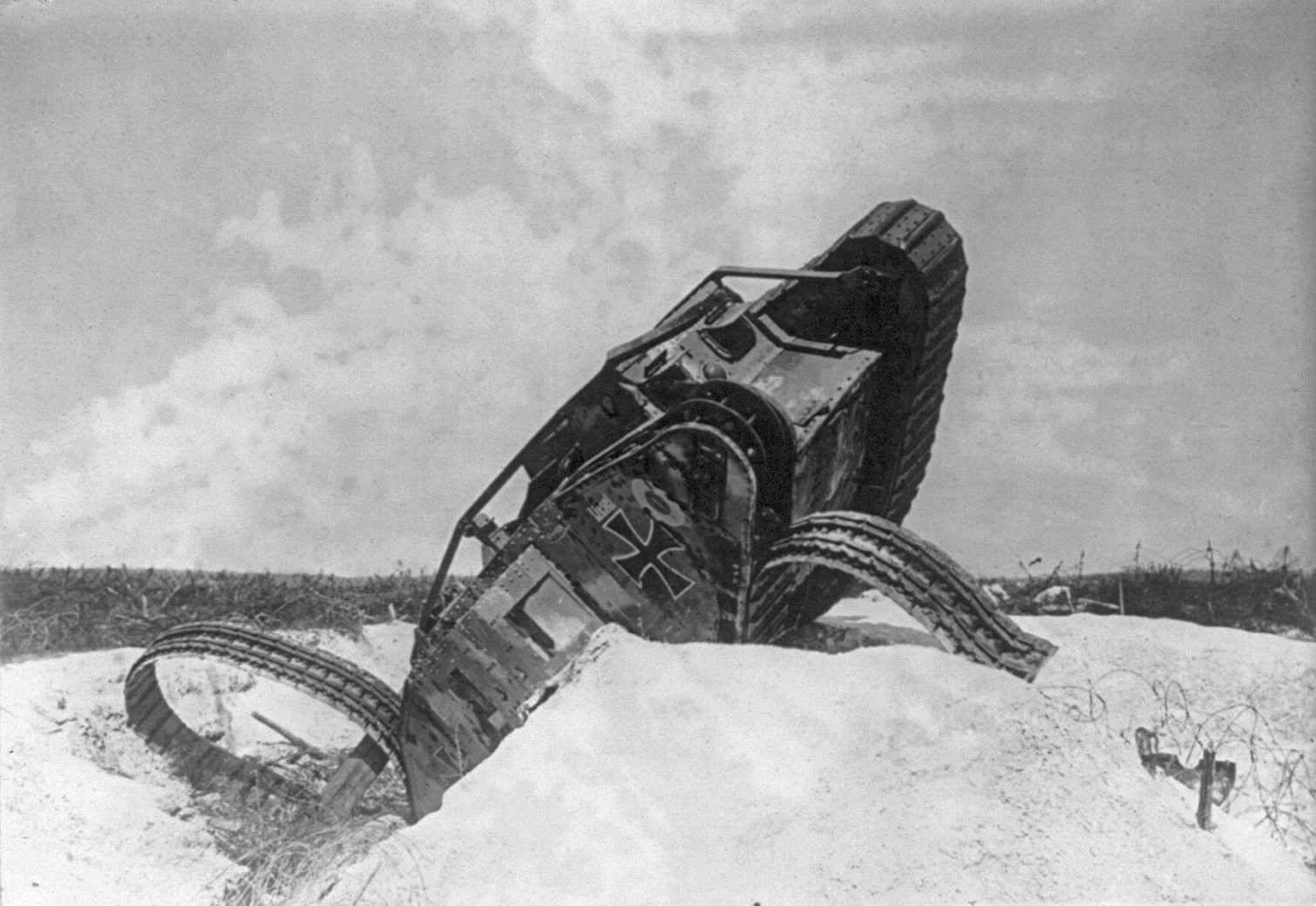
Уничтоженный Mk IV из числа захваченных немцами
Mk IV «самец», схема
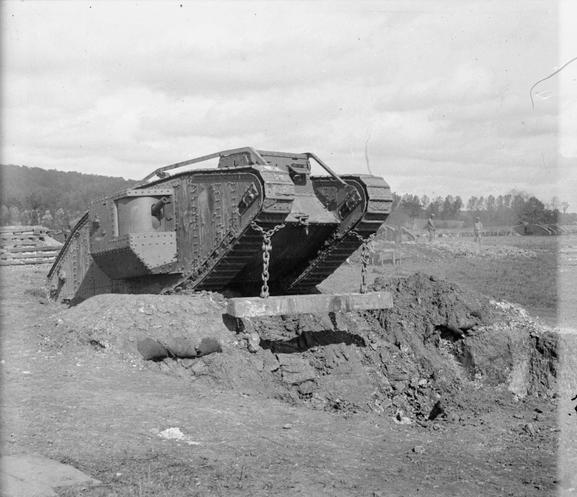
Mk IV («самец») с балкой для самовытаскивания
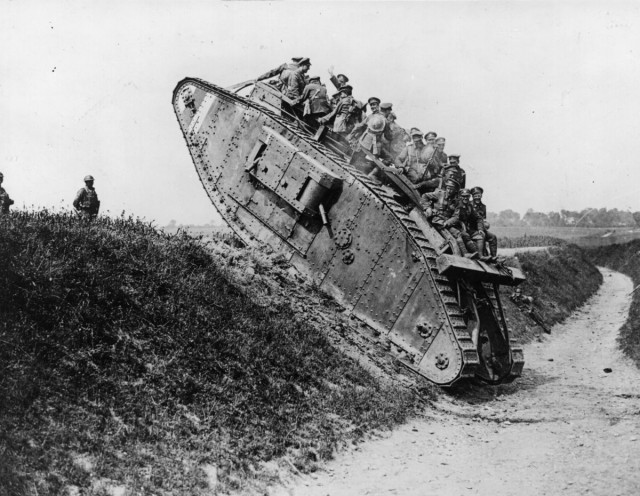
Mk IV «самка» с пехотой на корпусе
Mk IV на параде в Лондоне (1917 год)
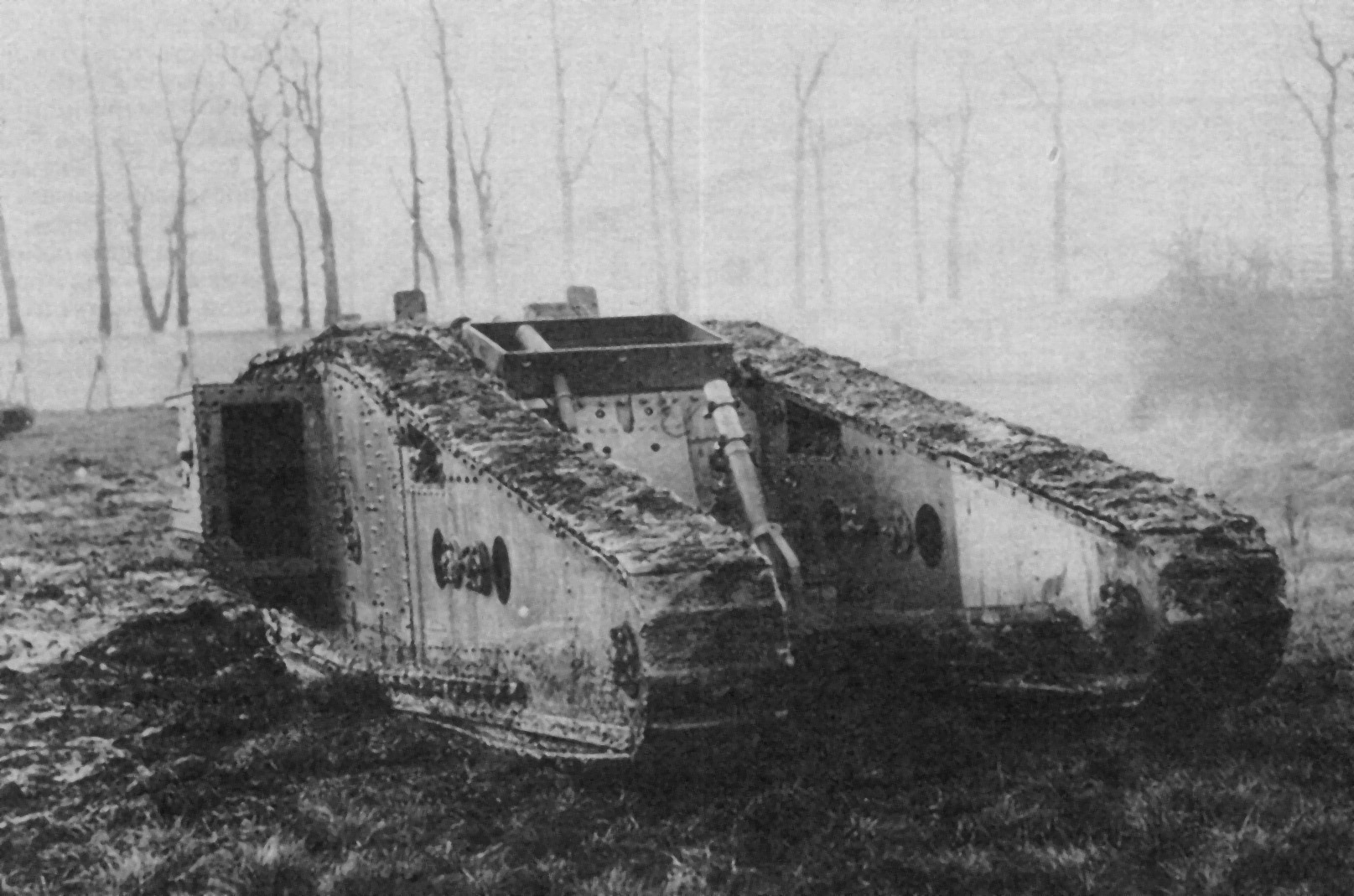
Mk IV «самец» в варианте «Тедпол». Между задними ветвями гусениц установлена площадка с миномётом Стокса.